# Lynn Shawcroft
Lynn Shawcroft, var gift med den amerikanska ståuppkomikern Mitch Hedberg från 25 februari 1999 till dennes död 30 mars 2005.